# Garden Nef Party
La Garden Nef Party était un festival de rock se déroulant en juillet à Angoulême. Apparu en 2006, sur une initiative de Jean Louis Menanteau, fondateur et président de la Nef, salle de concert angoumoisine, le festival était considéré comme une valeur montante parmi les évènements rock de l'été en France. La Garden Nef Party se déroulait dans la Ferme des Valettes, en plein cœur de la ville d'Angoulême.  
Après une "édition-test" en 2006, le festival a créé l'évènement en faisant venir Muse et Arcade Fire en 2007, puis Iggy and The Stooges, The Hives, The Raconteurs ou encore  The Brian Jonestown Massacre en 2008. 
Le festival tient à promouvoir la citoyenneté militante et responsable : gobelets recyclables, nombreuses navettes bus, tests d'alcoolémie gratuits, brigades verte et blanche, etc.  
Le 17 novembre 2009, l'organisation du festival annonce la mise en suspens de la Garden Nef Party pour 2010. « Le processus décisionnel des pouvoirs publics et la construction d’une manifestation comme celle-ci n’avancent pas au même tempo. Impossible de préparer un festival sans aucune garantie, en ayant la confirmation des engagements dans le semestre même de la prochaine manifestation. »
Cette annonce est aussitôt suivie d'un engouement populaire en faveur du festival dans le but de faire en sorte qu'il ne s'arrête pas. Manifestation et pétition en ligne rassemblent le public, les artistes et des personnalités autour de ce festival. Cependant, officiellement le dialogue reste ouvert entre les collectivités et les organisateurs pour une éventuelle reprise du festival en 2011 bien qu'à ce jour aucune réunion n'ait été programmée, confirmant ainsi le manque de volonté politique vis-à-vis du festival.
Un projet de renaissance du festival sous le nom Voodoo Child naît lors des élections municipales de 2014 (promesse campagne de Xavier Bonnefont, ensuite élu maire d'Angoulême). Il est finalement enterré en janvier 2016.

## Festival 2006
Placebo, Archive, The Spinto Band, Headcases.

## Festival 2007
Fréquentation : 17 000 personnes
- Vendredi 20 juillet : Muse[5], Mumm-Ra, Albert Hammond Jr. (en remplacement de Lily Allen qui avait du annuler sa prestation), !!! (chk chk chk), Gâtechien, Son of Dave et Howe Gelb.
- Samedi 21 juillet : Arcade Fire, CocoRosie, Clap Your Hands Say Yeah[5], LCD Soundsystem, Art Brut, Klaxons, Animal Collective, Jettators.

## Festival 2008
Fréquentation : 21 000 personnes
- Vendredi 18 juillet : The Raconteurs, The Kills, Nada Surf, Justice, Moriarty, BB Brunes, Alela Diane, Heavy Trash, The Brian Jonestown Massacre, Data.
- Samedi 19 juillet : Iggy and the Stooges, The Hives, The Dø, Adam Green, The BellRays, HushPuppies, Patrick Watson, Mademoiselle K, Birdy Nam Nam, Kid Bombardos.

## Festival 2009
Fréquentation : 18 000 personnes
Programmation :
- Vendredi 17 juillet : Franz Ferdinand, Ghinzu, Phoenix, Vitalic, Blood Red Shoes, Boss Hog, Izia, The Sleepy Sun, The Night Marchers, Stuck in the Sound, Joe Gideon And The Sharks
- Samedi 18 juillet : Gossip,  The Ting Tings, Cold War Kids, Santigold, Mix Master Mike & Rahzel, TV on the Radio, Étienne de Crécy, John & Jehn, The Jim Jones Revue, Zone libre vs Casey & Hamé, Papier Tigre

+ DJ French Tourist + DJ Captain, Monotonix, Feromil + Adrien Monteiro
À signaler que Santigold dut annuler sa prestation à la dernière minute pour une infection. Elle fut remplacée au pied levé par Mix Master Mike sur la Garden Stage.